# Oh Land
Pour l'album, voir Oh Land (album).
 (janvier 2024).
Nanna Øland Fabricius, plus connue sous son nom de scène Oh Land, est une auteure-compositrice-interprète et productrice de musique danoise née le 2 mai 1985.
Elle a sorti six albums : Fauna en 2008, Oh Land en 2011, Wish Bone (en) en 2013, Earth Sick (en) en 2014, Family Tree (en) en 2019 et enfin Loop Soup (en) en 2023.

## Biographie

### Enfance et études

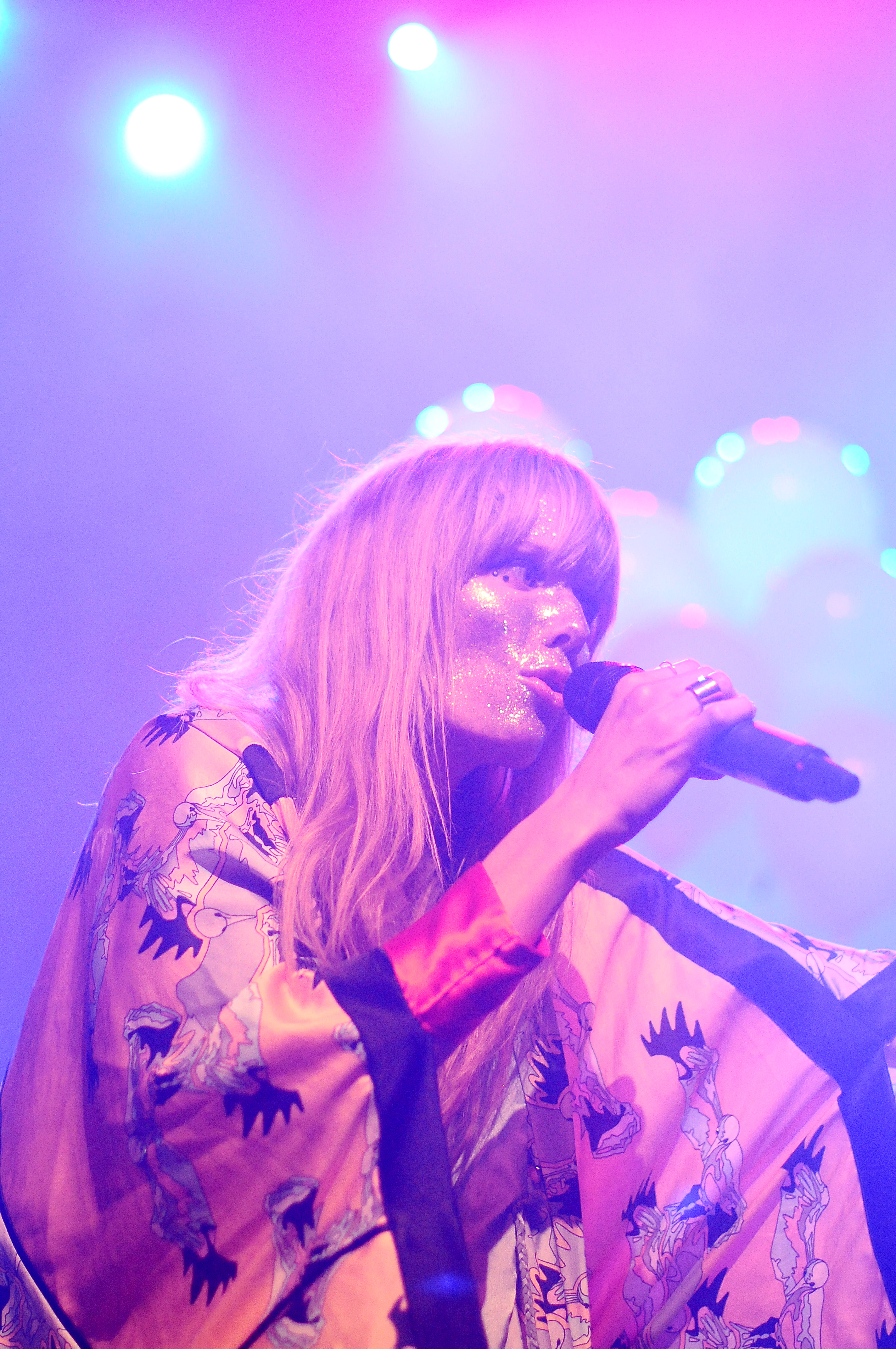
Oh Land en live au Music Box Theater à Los Angeles aux États-Unis le 25 mars 2011.

Oh Land est née à Copenhague ; son père, Bendt Fabricius, est un organiste, et sa mère, Bodil Øland, est une chanteuse d'opéra. Oh Land est également l'arrière-arrière-petite-fille du missionnaire et ethnographe Otto Fabricius, qui publia Fauna Groenlandica en 1780, premières observations zoologiques du Groenland. Elle commence ses études au Ballet royal danois et au Ballet royal suédois. Néanmoins, une blessure causée par une hernie discale met un terme à sa carrière de danseuse, ce qui la conduit à se lancer dans la musique.

### Carrière musicale
Le premier album de Oh Land, Fauna, est sorti au Danemark le 10 novembre 2008 sous le label indépendant Fake Diamond Records.
Pour son second album, éponyme, Oh Land a travaillé avec les producteurs Dan Carey, Dave McCracken et Lester Mendez. Avant la sortie de l'album, un EP contenant quatre chansons de l'album, lui aussi nommé Oh Land est sorti le 19 octobre 2010. L'album est lui sorti le 14 mars 2011 au Danemark et a atteint la cinquième place des charts danois. Aux États-Unis, il est sorti sous le label Epic Records le 15 mars 2011, atteignant la 184e place du Billboard 200. L'album est réédité le 5 décembre 2011 au Danemark avec trois nouvelles chansons.

### Apparitions à l'écran
En 2014, elle fait une petite apparition dans The Salvation de Kristian Levring dans le rôle de Marie.

## Discographie

### Albums studio
| Titre       | Détails | Meilleure position | Meilleure position | Certifications  |
| Titre       | Détails | Danemark           | États-Unis         | Certifications  |
| ----------- | --- | ------------------ | ------------------ | --------------- |
| Fauna       | - Sortie : 10 novembre 2008 - Label : Fake Diamond - Format : CD, téléchargement numérique                 | —                  | —                  |                 |
| Oh Land     | - Sortie : 14 mars 2011 - Label : Fake Diamond - Format : CD, téléchargement numérique                     | 5                  | 184                | - DEN : Platine |
| Wish Bone   | - Sortie : 24 septembre 2013 - Label : Fake Diamond, Tusk Or Tooth - Format : CD, téléchargement numérique | 4                  | —                  |                 |
| Earth Sick  | - Sortie : 10 novembre 2014 - Label : Tusk or Tooth - Format : CD, téléchargement numérique                | —                  | —                  |                 |
| Family Tree | |                    |                    |                 |
| Loop Soup   | |                    |                    |                 |

### Singles
| 2008 | Audition Day                                                       | —  | —  | —  | —  |            | Fauna     |
| 2009 | Heavy Eyes                                                         | —  | —  | —  | —  |            | Fauna     |
| 2010 | Sun of a Gun                                                       | 31 | 59 | 60 | 12 |            | Oh Land   |
| 2011 | Rainbow                                                            | —  | —  | —  | —  |            | Oh Land   |
| 2011 | White Nights                                                       | 13 | —  | —  | —  | - DEN : Or | Oh Land   |
| 2011 | Speak Out Now                                                      | 4  | —  | —  | —  | - DEN : Or | Oh Land   |
| 2013 | Renaissance Girls                                                  | —  | —  | —  | —  |            | Wish Bone |
| 2013 | Pyromaniac                                                         | —  | —  | —  | —  |            | Wish Bone |
|      | "—" signifie que le single n'est pas sorti ou classé dans le pays. |    |    |    |    |            |           |

### EP
- Oh Land (19 octobre 2010)

### Collaborations
- Life Goes On (Gym Class Heroes ft. Oh Land)
- Almost Touched (Bande son du film The Flying Machine)
- Love Lost City (Peder ft. Oh Land)
- Altmuligmanden
- Tristesse (Piste n°20 de l'album The Chopin Album de Lang Lang)
- Last of Our Kinds (Yuksek ft. Oh Land)
- Fall to Pieces (en partie)  (Tricky ft. Oh Land)

## Filmographie
- 2012 : Rita (série télévisée) : auteure-interprète de la chanson du générique Speak Out Now
- 2014 : The Salvation : Marie
- 2014 : Les Gazelles de Mona Achache - le titre Last of Our Kinds figure dans la bande originale du film (scène de la soirée dans l'appartement)